# 平山三郎
平山 三郎（ひらやま さぶろう、1917年（大正6年）11月20日 - 2000年（平成12年）3月24日）は、東京出身の作家。

## 経歴
東京府東京市牛込区（現・東京都新宿区）に生まれる。1932年（昭和7年）鉄道省東京鉄道局に就職した。戦後も日本国有鉄道の機関紙『國鐵』の編纂に従事しながら法政大学文学部を卒業した。大学時代は授業料を内田百閒に肩代わりしてもらっていた。
内田百閒の教え子として知られ、夏目漱石の流れを汲む作家でもある。その生涯を通して、内田百閒の身辺の叙述・研究に当たった。
百閒の代表作『阿房列車』シリーズにおいては、百閒の旅のお供をする「ヒマラヤ山系」として登場している。対して平山は百閒を「四ッ谷の先生」と呼んでいた。師の没後は『内田百閒全集』編さん、作品の文庫再刊の校訂解説を生涯行った。
百閒が娘の名付け親になるなど、家族ぐるみの付き合いであった。その長女は世田谷区池尻でおでん屋を経営（2018年に閉店）した。
百閒に師事した作家の中村武志（国鉄職員で、著作権管理者）が、平山の国鉄在勤時代に上司だった時期もあった。
2000年3月24日、心不全のため死去。

## 主な著書
- 『小説集 流れ』（交通日本社）
- 『夜の周邊』（三笠書房）
- 『實歴 阿房列車先生』（朝日新聞社）、のち旺文社文庫、中公文庫（2018年）
- 『百鬼園先生雜記帖』（三笠書房）、新編版・中公文庫（2020年）
- 『詩琴酒の人 百鬼園物語』（小澤書店）、のち新版
- 『わが百鬼園先生』（六興出版）
- 『阿房列車物語 百鬼園回想』（論創社）[3]
- 『百鬼園の猫』（胡桃書房、限定豆本）
- 『『冥途』の周邊』（書肆ひやね、限定本）
- 『百鬼園と風船畫伯』（朝昼晩社、限定豆本）
- 『内田百閒の本』（正・続、日本古書通信社、限定豆本）
- 編『回想 内田百閒』（津軽書房）、新版「回想の百鬼園先生」旺文社文庫
- 編『百鬼園先生よもやま話』（旺文社文庫）
- 編『百鬼園の手紙』（旺文社文庫）
- 編『百鬼園日記帖』（論創社）
- 編『内田百閒集 現代の随想』彌生書房、新版「内田百閒随筆集」平凡社ライブラリー（2021年）